# Schönaich
Schönaich település Németországban, azon belül Baden-Württembergben. Lakosainak száma 11 010 fő (2023. december 31.).

## Népesség
A település népessége az elmúlt években az alábbi módon változott:
| Lakosok száma | 5969 | 7967 | 8862 | 9398 | 9276 | 9989 | 10 061 | 9876 | 9705 | 11 010 |
|               | 1961 | 1967 | 1974 | 1980 | 1987 | 1993 | 2000   | 2006 | 2013 | 2023   |